# Monte del Pilar
El Monte del Pilar es una masa forestal de bosque mediterráneo de 804 hectáreas de las cuales 446 corresponden al municipio de Pozuelo de Alarcón, 249 al de Majadahonda y 109 al de Madrid. Es continuación natural del Parque Regional de la Cuenca Alta del Manzanares que se ha separado artificialmente del mismo por la A-6 y las urbanizaciones que en sus dos márgenes se han ido construyendo a lo largo de la última mitad del siglo XX, El Plantío primero y La Florida después.

## Flora y fauna
En el Monte del Pilar, al igual que todas las áreas verdes del llano madrileño, predomina el bosque mediterráneo. Las principales especies de flora que podemos encontrar son: encina, retama y pino piñonero en las zonas secas, mientras que en las zonas de ribera crecen fresnos, olmos y álamos.
La fauna es escasa debido a la fuerte presión humana y urbanística. Las principales aves que podemos encontrar en el parque son: paloma (zurita y torcaz), gorrión, urraca, pito real, picapinos, estornino negro, cotorra argentina, herrerillo o mochuelo. Entre los mamíferos cabe destacar los conejos, liebres y ardillas. También hay topos, zorro erizos, musarañas, murciélagos (común y rabudo), ratones y alguna vez se pueden observar jabalíes, atraídos por la basura humana.